# Manuel Valdés Larrañaga
Manuel Valdés Larrañaga (ur. 16 kwietnia 1909 r. w Bilbao, zm. 17 października 2001 r. w Madrycie) – hiszpański skrajnie prawicowy publicysta, dyplomata i działacz polityczny, sportowiec i działacz sportowy, markiz de Avella.
W młodości uprawiał pływanie; kilka razy zdobył mistrzostwo Hiszpanii. Ukończył Szkołę Architektury w Madrycie. Zrobił licencjat z nauk ścisłych na uniwersytecie w Barcelonie. Był bliskim przyjacielem architekta baskijskiego Jose Manuela Aizpurua. Zaangażował się w monarchistyczną działalność polityczną. We wrześniu 1933 r. wraz z José Antonio Primo de Riverą założył Falange Española. Został członkiem jej Rady Krajowej. Po przejęciu władzy przez Front Ludowy został w lipcu 1936 r. wraz z innymi działaczami Falangi aresztowany i osadzony w więzieniu Model w Madrycie. Prowadził tam z falangistami działalność szpiegowską i konspiracyjną, uznaną przez republikanów za V kolumnę. Wypuszczony na wolność na początku 1939 r., rozpoczął karierę w aparacie państwowym gen. Francisco Franco. Należał do Hiszpańskiego Stowarzyszenia Architektów. W 1950 r. został na krótko prezesem Hiszpańskiego Związku Piłki Nożnej. Od 1951 r. działał jako dyplomata, początkowo jako ambasador Hiszpanii w Dominikanie, od 1954 r. w Wenezueli, od 1962 r. w Egipcie, zaś od 1964 do 1970 r. na Cyprze i w Kuwejcie.